# Schlacht bei Zacatecas
1. Phase: Sturz des Díaz-Regimes (1910–1911)

Ciudad Guerrero – Casas Grandes – Agua Prieta I – Ciudad Juárez I – Torreón I – Cuautla I
2. Phase: Präsidentschaft Maderos (1911–1913)

Vázquista-Revolte – Orozco-Revolte – Morelos-Feldzug I – Decena Trágica
3. Phase: Revolte gegen das Regime Huertas und Intervention der USA (1913–1914)

San Andrés – Torreón II – Sinaloa – Ciudad Chihuahua I – Culiacán – Ciudad Juárez II – Tierra Blanca – Ojinaga – Cuautla II – Torreón III – Acaponeta – Tepic – Paredón – San Pedro – Veracruz – Tampico – Zacatecas – Orendaín
4. Phase: Bürgerkrieg zwischen Konventionisten und Konstitutionalisten (1914–1915)

Naco – Ramos Arizpe – Guadalajara – Blanca Flor – Halacho – Matamoros – El Ébano – Celaya – León–Trinidad – Aguascalientes – Agua Prieta II – Hermosillo
5. Phase: Herrschaft Carranzas und erneute Intervention der USA (1916–1920)

Columbus – Morelos-Feldzug II – Mexikanische Expedition – Ciudad Chihuahua II – Ciudad Chihuahua III – Horcasitas – Zapatas Offensive – Torreón IV – Estación Reforma – Rosario – González’ Offensive – Ciudad Juárez III
6. Phase: Wiederherstellung der Zentralgewalt und Herrschaft der Sonorenser (1920–1934)

Baja-California-Feldzug – De-la-Huerta-Revolte – Cristero-Aufstand – Yaqui-Krieg – Gómez–Serrano-Revolte – Escobar-Rebellion
Die Schlacht bei Zacatecas, in Mexiko la toma de Zacatecas („die Einnahme von Zacatecas“) genannt, wurde am 23. Juni 1914 zwischen den Streitkräften des mexikanischen Machthabers Victoriano Huerta (1850–1916) und einer von Pancho Villa (1878–1923) geführten konstitutionalistischen Armee geschlagen. Villas Sieg in dieser bis dahin größten und blutigsten Schlacht der Mexikanischen Revolution half zwar den Untergang des Huerta-Regimes zu besiegeln, leitete aber auch eine neue Phase der langwierigen Revolutionskämpfe ein, in der sich nun die verschiedenen Fraktionen des siegreichen Revolutionslagers um die Macht stritten.

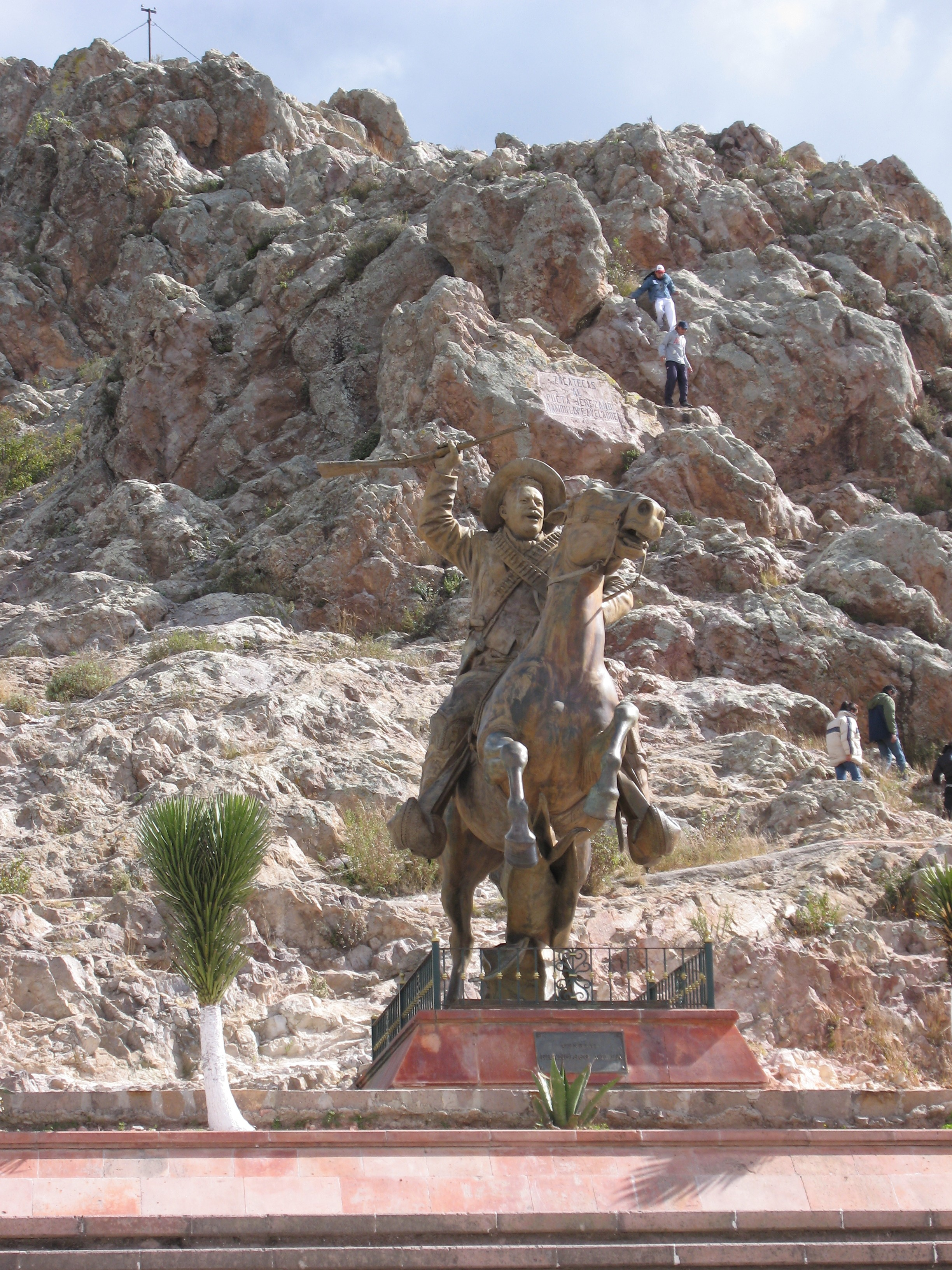
Denkmal für Pancho Villa auf dem Zacatecas überragenden Cerro de la Bufa